# Fano-Resonanz

Linienform für verschiedene Fano-Parameter q

In der Physik benennt man eine bestimmte charakteristische Veränderung eines Wirkungsquerschnittes als Fano-Resonanz (nach dem italienischen Physiker Ugo Fano, der diesen Resonanzverlauf erstmals mathematisch hergeleitet hat). 
Grund für die im Allgemeinen asymmetrischen Linienformen, die z. B. bei der inelastischen Elektronenstreuung an Gasen oder bei der Photoelektronenspektroskopie auftreten, sind Resonanzeffekte. Sie entstehen durch die Wechselwirkung zweier oder mehrerer Endzustände, genauer gesagt durch die Wechselwirkung zwischen Kontinuumszuständen und diskreten Energieniveaus. 
Der Verlauf des Wirkungsquerschnittes ist bei der Fano-Resonanz proportional zu
{\displaystyle {(q+\epsilon )^{2} \over (1+\epsilon ^{2})}={1+{q^{2}+2q\epsilon -1 \over (1+\epsilon ^{2})}}},
mit der reduzierten Energie  
{\displaystyle \epsilon ={{E-E_{0}} \over \Gamma /2}}.
Hierbei ist
- q der Fano-Parameter
- {\displaystyle \Gamma } die Linienbreite und
- {\displaystyle E_{0}} die energetische Lage der Fano-Resonanz.

Für den Spezialfall q=0 ergibt sich ein (von 1 nach unten weisendes) Lorentz-Profil mit der Breite {\displaystyle \Gamma } zentriert um {\displaystyle E_{0}}; im Grenzfall eines großen {\displaystyle q} nähert sich die Kurve einem nach oben weisenden Lorentz-Profil an.